# العلاقات الكويتية الليتوانية
العلاقات الكويتية الليتوانية هي العلاقات الثنائية التي تجمع بين الكويت وليتوانيا.

## مقارنة بين البلدين
هذه مقارنة عامة ومرجعية للدولتين:
| وجه المقارنة                                              | الكويت        | ليتوانيا                                                    |
| --------------------------------------------------------- | ------------- | ----------------------------------------------------------- |
| المساحة (كم2)                                             | 17.82 ألف     | 65.30 ألف                                                   |
| عدد السكان (نسمة)                                         | 4.14 مليون    | 2.79 مليون                                                  |
| الكثافة السكانية (ن./كم²)                                 | 232.32        | 42.73                                                       |
| العاصمة                                                   | مدينة الكويت  | فيلنيوس، كاوناس                                             |
| اللغة الرسمية                                             | اللغة العربية | اللغة الليتوانية                                            |
| العملة                                                    | دينار كويتي   | ليتاس ليتواني، يورو                                         |
| الناتج المحلي الإجمالي (بليون دولار)                      | 120.13 مليار  | 47.17 مليار                                                 |
| الناتج المحلي الإجمالي (تعادل القوة الشرائية) بليون دولار | 290.53 مليار  | 84.06 مليار                                                 |
| الناتج المحلي الإجمالي الاسمي للفرد دولار أمريكي          | 29.30 ألف     | 14.15 ألف                                                   |
| الناتج المحلي الإجمالي للفرد دولار أمريكي                 | 73.25 ألف     | 27.69 ألف                                                   |
| مؤشر التنمية البشرية                                      | 0.816         | 0.839                                                       |
| رمز المكالمات الدولي                                      | +965          | +370                                                        |
| رمز الإنترنت                                              | .kw           | .lt                                                         |
| المنطقة الزمنية                                           | ت ع م+03:00   | ت ع م+02:00، ت ع م+03:00، أوروبا/فيلنيوس ‏، توقيت شرق أوروبا |

## منظمات دولية مشتركة
يشترك البلدان في عضوية مجموعة من المنظمات الدولية، منها:
| علم المنظمة | اسم المنظمة                               | تاريخ انضمام الكويت | تاريخ انضمام ليتوانيا |
| ----------- | ----------------------------------------- | ------------------- | --------------------- |
|             | الاتحاد البريدي العالمي                   | ?                   | ?                     |
|             | يونسكو                                    | 18 نوفمبر 1960      | 7 أكتوبر 1991         |
|             | البنك الدولي للإنشاء والتعمير             | 13 سبتمبر 1962      | 6 يوليو 1992          |
|             | منظمة التجارة العالمية                    | ?                   | ?                     |
|             | وكالة ضمان الاستثمار متعدد الأطراف        | 12 أبريل 1988       | 8 يونيو 1993          |
|             | الاتحاد الدولي للاتصالات                  | 14 أغسطس 1959       | 1 يوليو 1923          |
|             | منظمة الشرطة الجنائية الدولية             | ?                   | ?                     |
|             | مؤسسة التمويل الدولية                     | 13 سبتمبر 1962      | 15 يناير 1993         |
|             | الأمم المتحدة                             | 14 مايو 1963        | 17 سبتمبر 1991        |
|             | مؤسسة التنمية الدولية                     | 13 سبتمبر 1962      | 23 سبتمبر 2011        |
|             | منظمة حظر الأسلحة الكيميائية              | ?                   | ?                     |
|             | المركز الدولي لتسوية المنازعات الاستشارية | 4 مارس 1979         | 5 أغسطس 1992          |

## وصلات خارجية
- موقع وزارة الخارجية الكويتية
- موقع وزارة الخارجية الليتوانية